# Süßspeise

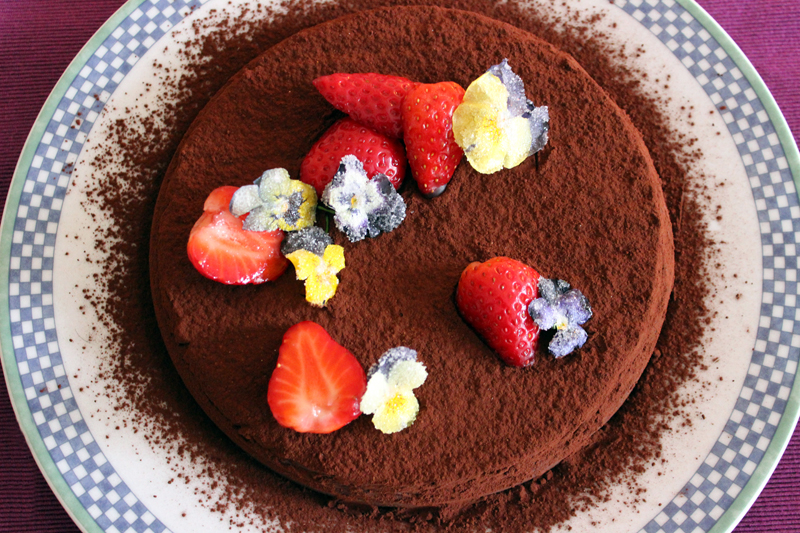
Eine Schoko-Trüffel-Torte

Als Süßspeise bezeichnet man gesüßte, meist cremige Zubereitungen der warmen und kalten Küche. Sie werden meist als Nachspeise zubereitet, sind jedoch ebenso als Vorspeisen und Hauptgerichte in veränderten Portionsgrößen üblich. Typische Süßungsmittel sind Zucker, Honig und Fruchtsüße.

## Einteilung
Süßspeisen können nach dem Herstellungsverfahren unterschieden werden: mit Stärke gebundene Puddinge, mit Gelatine gebundene Cremes, abgezogene Cremes (Bayerische Creme), pochierte Cremes (Plumpudding), Ei-Mehlzubereitungen aus der Pfanne (Omelettes und Crêpes), Ei-Mehlzubereitungen durch Eischnee aufgelockert (Soufflés), Fruchtgrützen. Süßspeisen auf Stärkebasis heißen fachlich korrekt Flammeri und nicht Puddinge (siehe oben).
Fruchthaltige Süßspeisen enthalten Früchte als Hauptbestandteil und Geschmacksträger; die Bindung kann durch Gelatine erhöht werden.
Weiterhin können Süßspeisen in gekühltem (z. B. Charlotten), halbgefrorenem (z. B. Parfaits) oder gefrorenem Zustand (z. B. Eisbomben) angeboten werden.

## Warme Süßspeisen

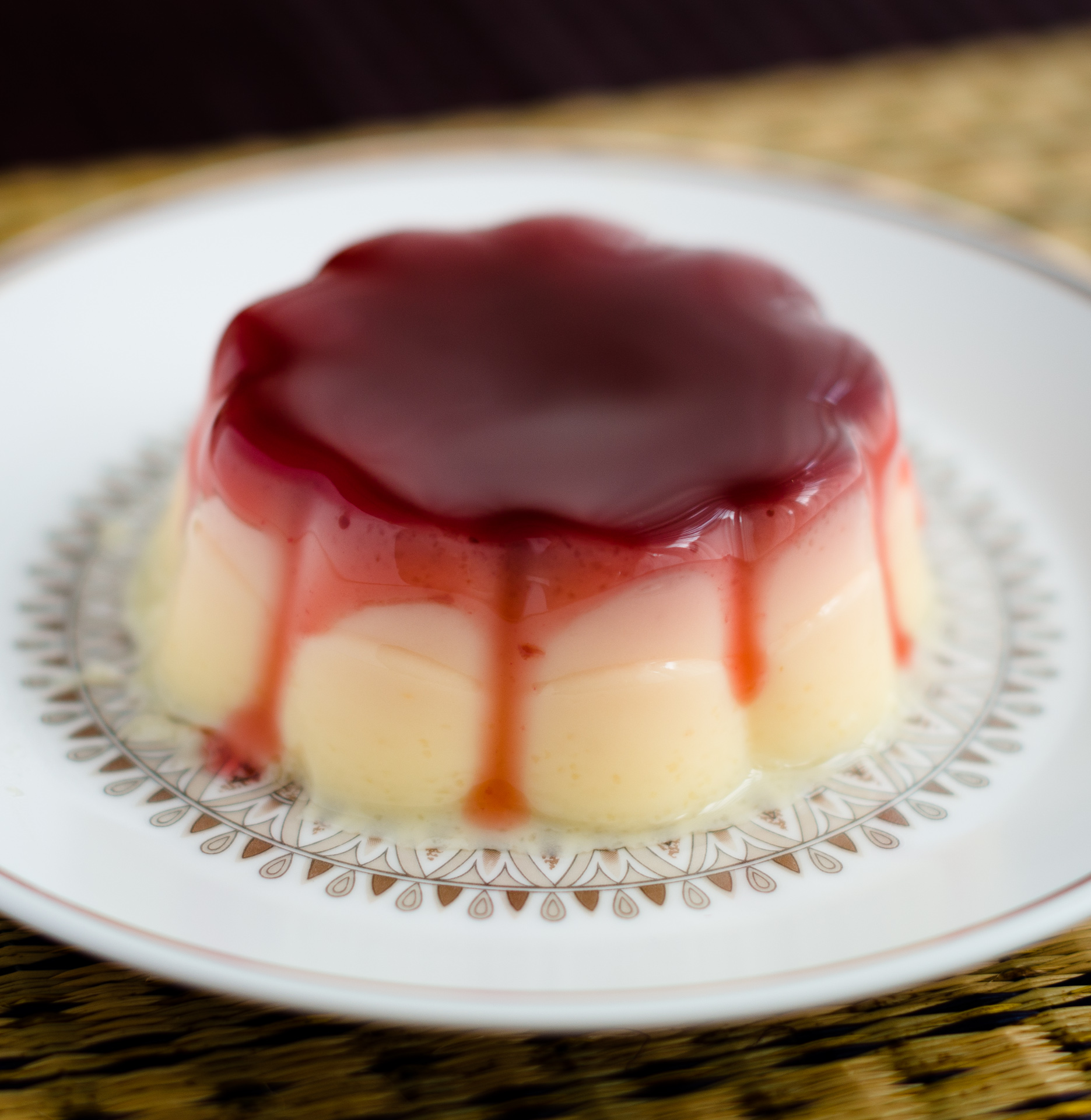
Grießmehlpudding mit Himbeersauce („Flammeri“)

- Puddings, Babas, Savarins, Aufläufe
- Krapfen, Kroketten, Nocken
- Süße Omeletts, Eierkuchen, Crêpes
- Schmarren, Strudel, Charlotten
- Reisspeisen mit Früchten

## Kalte Süßspeisen
- Cremespeisen
- Geleespeisen
- Fruchtgrützen
- Reisspeisen mit Früchten
- Süßspeisen aus Quark und Joghurt
- Puddings, Flammeris